# Stałe Przedstawicielstwo Stolicy Apostolskiej przy ONZ ds. Wyżywienia i Rolnictwa
Stałe Przedstawicielstwo Stolicy Apostolskiej przy Organizacji Narodów Zjednoczonych do spraw Wyżywienia i Rolnictwa – misja dyplomatyczna Stolicy Apostolskiej przy Organizacji Narodów Zjednoczonych do spraw Wyżywienia i Rolnictwa. Siedziba stałego obserwatora mieści się w Rzymie.
Stały przedstawiciel akredytowany jest również przy Międzynarodowym Funduszu Rozwoju Rolnictwa

## Stali obserwatorzy przy FAO
- bp Agostino Ferrari Toniolo (1988 - 1992) Włoch
- abp Alois Wagner (1992 - 1999) Austriak; jednocześnie wiceprezydent Papieskiej Rady Cor Unum
- abp Agostino Marchetto (1999 - 2001) Włoch
- ks. Renato Volante (2002 - 2011)
- abp Luigi Travaglino (2011 - 2015) Włoch; od 2012 jednocześnie nuncjusz apostolski w Monako
- ks. Fernando Chica Arellano (2015 - nadal) Hiszpan